# Karl-Heinz Walkhoff
Karl-Heinz Walkhoff (* 26. Februar 1936 in Habighorst) ist ein deutscher Pädagoge und Politiker (SPD).

## Leben und Beruf
Walkhoff wurde in der Nähe von Celle als Sohn von Hildegard Walkhoff, geborene Domes, und ihrem Mann, dem Kaufmann Horst Walkhoff geboren. Nach dem Abitur an der Oberschule studierte er Geschichte, Germanistik und Slavistik an der Freien Universität Berlin und der Westfälischen Wilhelms-Universität Münster. Sein Studium beendete er 1964 mit dem ersten (wissenschaftlichen) und 1967 mit dem zweiten Staatsexamen (Assessorexamen) für das Höhere Lehramt. Anschließend trat er in den Schuldienst ein, arbeitete als Lehrer und wurde zuletzt zum Oberstudienrat ernannt. Er spricht neben deutsch auch russisch und englisch. Neben seinem Beruf fungierte er als Gründungspräsident der Gesellschaft zur Förderung der Beziehungen zwischen der Bundesrepublik Deutschland und der Sowjetunion. Er ist evangelisch, heiratete 1964 Emmi Hintelmann und lebt in Altenbeken-Schwaney.

## Partei
Walkhoff ist seit 1965 Mitglied der SPD. Von 1971 bis 1975 war er Vorsitzender des SPD-Stadtverbandes Münster.

## Abgeordneter
Walkhoff war von 1969 bis 1972 Ratsmitglied der Stadt Münster. Dem Deutschen Bundestag gehörte er von 1969 bis 1976 sowie vom 31. Dezember 1978, als er für den verstorbenen Abgeordneten Adolf Scheu nachrückte, bis 1980 an. Er war stets über die Landesliste Nordrhein-Westfalen ins Parlament eingezogen. Außerdem war er von 1973 bis 1977 Mitglied des Europäischen Parlamentes.